# Never Be Like You
«Never Be Like You» —«Nunca seré como tú»— es una canción del músico australiano Flume, con la voz de la cantante canadiense Kai. Fue lanzada el 16 de enero de 2016 por el sello discográfico independiente Future Classic. La canción debutó en el número 10 en el ARIA Singles Chart, alcanzando el número 1. La canción fue un éxito internacional en Austria, Bélgica, Francia y Nueva Zelanda, donde alcanzó el número 2 en la lista de singles de Official New Zealand Music Chart.

## Desarrollo
En un comunicado de prensa, Flume mencionó: «Kai y yo nos enviábamos por internet ideas para de la canción, luego nos reunimos en Nueva York y fuimos al estudio. Establecí algunos acordes y empezamos, pero no nos sentíamos inspirados. Entonces salimos en la noche durante unas horas y cuando volvimos, todo comenzó a funcionar».

## Posicionamiento en listas
| Chart (2016)                                          | Posición |
| ----------------------------------------------------- | -------- |
| Australia (ARIA)                                      | 1        |
| Austria (Ö3 Austria Top 40)                           | 64       |
| Bélgica (Flandes) (Ultratop 50)                       | 10       |
| Bélgica (Valonia) (Ultratop 50)                       | 50       |
| Francia (SNEP)                                        | 156      |
| Alemania (Media Control AG)                           | 79       |
| Letonia (Latvijas Top 40)                             | 9        |
| Nueva Zelanda (Recorded Music NZ)                     | 2        |
| Suiza (Schweizer Hitparade)                           | 68       |
| Reino Unido (UK Singles Chart)                        | 95       |
| Estados Unidos (Billboard Hot 100)                    | 20       |
| Estados Unidos Hot Dance/Electronic Songs (Billboard) | 8        |
| Estados Unidos Dance/Mix Show Airplay (Billboard)     | 8        |

## Certificaciones
| País                 | Certificación | Ventas  |
| -------------------- | ------------- | ------- |
| Austria (ARIA)       | Platino x2    | 140 000 |
| Nueva Zelanda (RMNZ) | Platino       | 15 000  |